# Héctor Moreno (friidrottare)
Héctor Moreno, född 8 juni 1963, är en friidrottare från Colombia. Han deltog vid olympiska sommarspelen 1984, olympiska sommarspelen 1988, olympiska sommarspelen 1992 och olympiska sommarspelen 1996.